# Saint Hugues au réfectoire des Chartreux
Saint Hugues au réfectoire des Chartreux (Séville, Musée des beaux-arts) est un tableau de Francisco de Zurbarán réalisé entre 1630 et 1635. 

## Historique
Le tableau provient de la chartreuse de Las Cuevas, où il se trouvait dans la sacristie de l'église. En 1810, il a été exposé dans la salle 7 du Real Alcázar de Séville. En 1813, le tableau est retourné à la chartreuse de Las Cuevas.
Enfin, à la suite du désamortissement de Mendizábal, le tableau est entré au musée des Beaux-Arts de Séville en 1840.

## Description
Zurbarán nous place devant une vaste nature morte. Les verticales des corps des Chartreux, de saint Hugues et du page, sont coupées par une table en L, recouverte d'une nappe retombant presque à terre. Le page est au centre. Le corps voûté de l'évêque à droite et le retour de la table à gauche, ôtent tout sentiment de rigidité qui pourrait naître de cette scène austère.

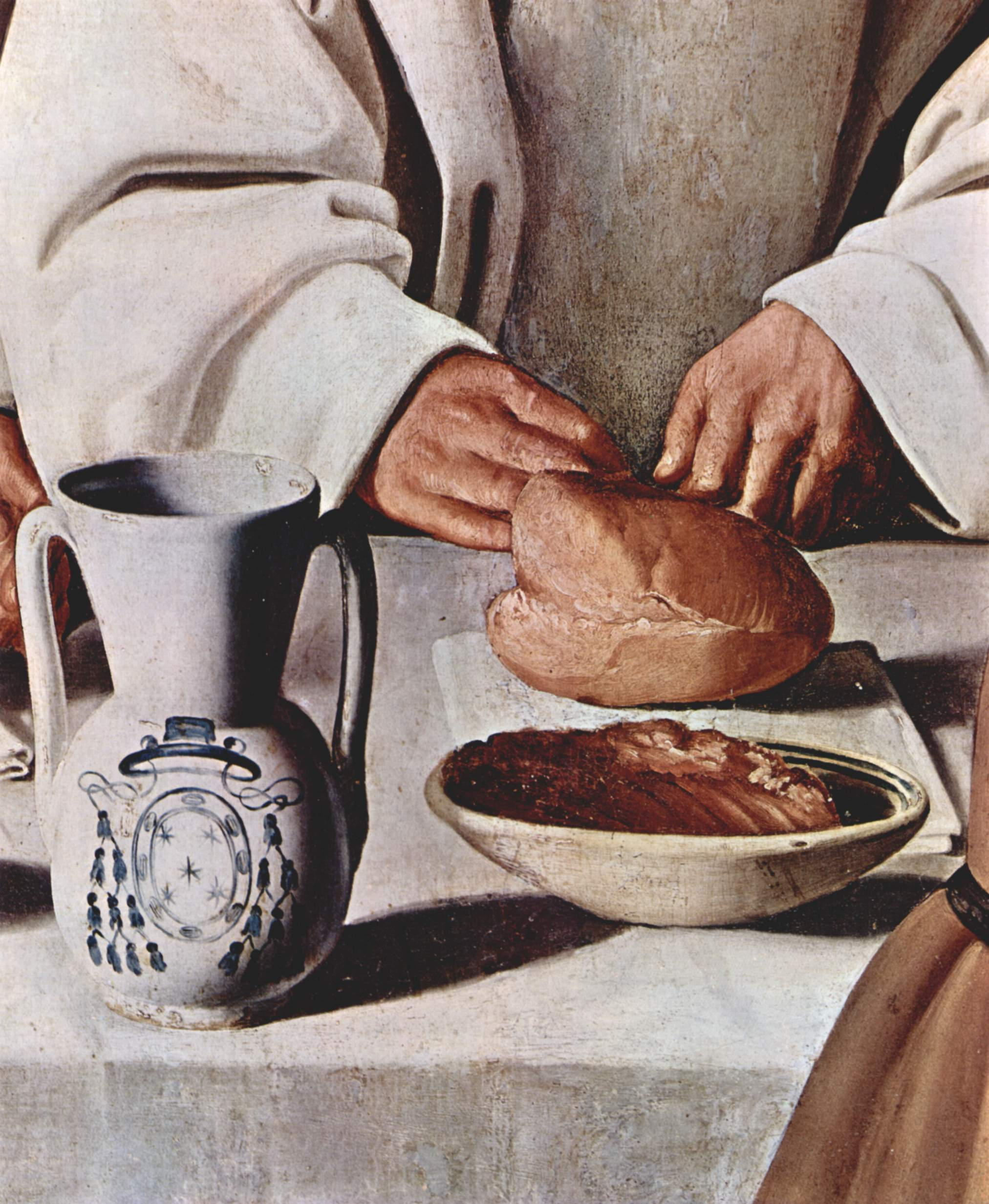
Détail

Devant chaque Chartreux sont disposées les écuelles en terre cuite contenant la viande et des morceaux de pain. Deux pichets en terre cuite, un bol retourné et deux couteaux abandonnés (ils devaient servir à couper la viande) aident à rompre une disposition qui pourrait être monotone si elle n'était déjà assouplie du fait que les objets présentent une diversité de décalages par rapport au bord de la table. L'œuvre y gagne en vie : ce sont bien des hommes qui se trouvent ici, et non des anges géomètres.
Les sept premiers Chartreux, dont Bruno, le fondateur, étaient nourris par saint Hugues, alors évêque de Grenoble. Un jour, ce dernier leur fait parvenir de la viande. Les moines se demandent s'ils vont contrevenir à leur règle en acceptant d'en manger. Au cours de leur discussion, ils tombent dans un sommeil extatique. Quarante-cinq jours plus tard, saint Hugues les fait prévenir qu'il vient les voir. Son messager revient et lui dit que les Chartreux sont attablés devant de la viande. Scandale : on est en plein Carême. Saint Hugues se rend au monastère et constate l'infraction. Comme les moines se réveillent, il demande à saint Bruno s'il sait la date liturgique du jour. Ce dernier lui donne une date de quarante-cinq jours antérieure et explique l'objet de leur débat. Saint Hugues se penche alors vers les assiettes et voit la viande se transformer en cendre. Les moines décident que la règle interdisant de manger de la viande ne souffrira pas d'exception.